# Taissa Farmiga
Taissa Farmiga (/tɑːˈɪsə fɑːrˈmiːɡə/) (Clifton, New Jersey, 1994. augusztus 17. –) ukrán származású amerikai színésznő, Vera Farmiga színész-rendező húga.
Első filmszerepe A hit arca (2011) című amerikai drámában volt, amely nővére rendezésében és főszereplésével készült. Az ismertséget az Fx csatorna egyik saját gyártású sorozatában, az Amerikai Horror Story első évadjában Violet Harmon, a zárkózott tinédzser megformálása hozta el számára, szintén 2011-ben. 2013-ban visszatért az Amerikai Horror Story 3. évadjába, mint a fiatal boszorkány, Zoe Benson. A sorozat hatodik és nyolcadik évadjában is láthatták a nézők. 
2013-tól olyan filmekben szerepelt, mint a Lopom a sztárom (2013), a Middleton (2013), a Szöktetés a pokolból (2015), Az erőszak völgye (2016), a Kivétel és szabály (2016), az Ami egykor volt (2018), Az apáca (2018) és A csempész (2018). Az Az Igazság Ligája a Tini Titánok ellen (2016) és a Tini Titánok: A Júdás szerződés (2017) című animációs filmekben Raven hangját kölcsönözte.

## Gyermekkora és családja
Taissa Clifton városában, New Jersey államban született, hét testvér közül a legfiatalabbként. Édesapja Mykhailo "Michael" Farmiga ukrán bevándorló, számítógépes elemző, édesanyja Lubomyra "Luba" Farmiga középiskolai tanár. 
Taissa testvérei: Victor (született: 1972), Vera (született: 1973), Stephan (született: 1975), Nadia (született: 1977), Alexander (született: 1988) és Laryssa (született: 1991).

## Színészi pályafutása
2011-ben debütált a filmvásznon, a nővére rendezésében készült A hit arca című filmdrámában. Taissa a filmben a Vera által megformált főszereplő, Corinne Walker tizenhat éves énjét játszotta. A filmet a Sundance Filmfesztiválon a kritikusok elismeréssel fogadták, kiemelve Taissa színészi játékát is. A nemzetközi hírnevet ugyanebben az évben az Amerikai Horror Story első évada (Amerikai Horror Story: A gyilkos ház) hozta meg számára – ebben Violet Harmont, a problémás tizenéves lányt alakította. 2013-ban Sofia Coppola Lopom a sztárom című bűnügyi drámájában tűnt fel, mint Sam Moore, a kicsapongó tinédzser. A film megtörtént eseményeket dolgoz fel, a 2008 és 2009 között Hollywoodban történt, tizenévesek által elkövetett betörésekről szól, melyek áldozatai gazdag és híres emberek voltak. Az alkotást a 2013-as cannes-i fesztiválon mutatták be, kedvező kritikai fogadtatással.
Következő szerepe a Middleton című, 2013-ban bemutatott romantikus filmben volt, nővére és Andy García oldalán. A film egy férfiről és egy nőről szól, akik gyermekeik egyetemlátogató körútján találkoznak és szeretnek egymásba. A filmet – vegyes kritikai fogadtatás mellett – 2013. május 17-én mutatták be a Seattle Nemzetközi Filmfesztiválon.
2013-ban visszatért az Amerikai Horror Story: Boszorkányok (2013–2014) című harmadik évadba, Zoe Benson-ként. Ugyanebben az évben megkapta első filmfőszerepét az Anna (Mindscape címen is ismert) lélektani thrillerben. A  Jamesy Boy (2014) című életrajzi ihletésű bűnügyi filmdrámában a főszereplő szerelmét alakította.
2016-ban Az erőszak völgye című western-drámában Ethan Hawke és John Travolta oldalán szerepelt.

## Filmográfia

### Film
| Év   | Magyar cím                             | Eredeti cím                        | Szerep                   | Magyar hang       |
| ---- | -------------------------------------- | ---------------------------------- | ------------------------ | ----------------- |
| 2011 | A hit arca                             | Higher Ground                      | tizenéves Corinne Walker |                   |
| 2013 | Lopom a sztárom                        | The Bling Ring                     | Sam Moore                |                   |
| 2013 | Middleton                              | At Middleton                       | Audrey Martin            | Gulás Fanni       |
| 2013 | Emlékbúvár                             | Mindscape                          | Anna Greene              |                   |
| 2014 |                                        | Jamesy Boy                         | Sarah                    |                   |
| 2015 | Szöktetés a pokolból                   | The Final Girls                    | Max Cartwright           | Csifó Dorina      |
| 2015 |                                        | 6 Years                            | Melanie Clark            |                   |
| 2015 |                                        | Share (rövidfilm)                  | Krystal Williams         |                   |
| 2016 | Az erőszak völgye                      | In a Valley of Violence            | Mary-Anne                | Pekár Adrienn     |
| 2016 | Az Igazság Ligája a Tini Titánok ellen | Justice League vs. Teen Titans     | Raven (hangja)           | Pekár Adrienn     |
| 2016 | Kivétel és szabály                     | Rules Don't Apply                  | Sarah Bransford          | Csuha Borbála     |
| 2017 | Tini Titánok: A Júdás szerződés        | Teen Titans: The Judas Contract    | Raven (szinkronhang)     | Nemes Takách Kata |
| 2018 | Ami egykor volt                        | What They Had                      | Emma Ertz                |                   |
| 2018 |                                        | The Long Dumb Road                 | Rebecca                  |                   |
| 2018 | Az apáca                               | The Nun                            | Irene nővér              | Eke Angéla        |
| 2018 |                                        | We Have Always Lived in the Castle | Merricat Blackwood       |                   |
| 2018 | A csempész                             | The Mule                           | Ginny                    |                   |
| 2020 |                                        | Justice League Dark: Apokolips War | Raven (hangja)           |                   |
| 2021 |                                        | John and the Hole                  | Laurie Shay              |                   |
| 2023 | Az apáca 2.                            | The Nun II                         | Irene Palmer nővér       | Eke Angéla        |

### Televízió
| Év        | Magyar cím                           | Eredeti cím                         | Szerep          | Megjegyzések                           |
| --------- | ------------------------------------ | ----------------------------------- | --------------- | -------------------------------------- |
| 2011      | Amerikai Horror Story: A gyilkos ház | American Horror Story: Murder House | Violet Harmon   | 11 epizód                              |
| 2013–2014 | Amerikai Horror Story: Boszorkányok  | American Horror Story: Coven        | Zoe Benson      | 13 epizód                              |
| 2015      |                                      | Wicked City                         | Karen McClaren  | 8 epizód                               |
| 2016      | Amerikai Horror Story: Roanoke       | American Horror Story: Roanoke      | Sophie Green    | 1 epizód                               |
| 2018      | Amerikai Horror Story: Apokalipszis  | American Horror Story: Apocalypse   | Zoe Benson      | 5 epizód                               |
| 2018      | Amerikai Horror Story: Apokalipszis  | American Horror Story: Apocalypse   | Violet Harmon   | 1 epizód                               |
| 2019      |                                      | The Twilight Zone                   | Annie Miller    | 1 epizód                               |
| 2020      |                                      | 50 States of Fright                 | Hannah Sullivan | 3 epizód                               |
| 2022–     | Az aranykor                          | The Gilded Age                      | Gladys Russell  | főszereplő magyar hangja Laudon Andrea |